# Фторид ниобия(III)
Фторид ниобия(III) — бинарное неорганическое соединение, соль металла ниобия и плавиковой кислоты с формулой NbF3, 
синие кристаллы.

## Получение
- Действие фтористого водорода, разбавленного водородом на гидрид ниобия:

{\displaystyle {\mathsf {NbH+3HF\ {\xrightarrow {570^{o}C}}\ NbF_{3}+2H_{2}}}}

## Физические свойства
Фторид ниобия(III) образует синие кристаллы, которые сублимируют в вакууме начиная с 570°С.

## Химические свойства
- Окисляется при прокаливании на воздухе:

{\displaystyle {\mathsf {4NbF_{3}+O_{2}\ {\xrightarrow {T}}\ 2Nb_{2}O_{5}+6F_{2}}}}